# Toyota Corolla
Toyota Corolla är en bilmodell från Toyota, lanserad år 1966, som fram till 2003 var den mest sålda bilmodellen genom tiderna.. Första generationen tillverkades på 1960-talet med lansering 1966. Modellen är därmed till namnet 50 år gammal, även om bilen genomgått så genomgående förändringar att den knappast är att betrakta som samma bil. Bilen var från början bakhjulsdriven, men från 1984 är de flesta versioner framhjulsdrivna. Fyrhjulsdrivna modeller har också tillverkats.
I dag produceras Corolla i USA, Storbritannien, Kanada, Pakistan, Brasilien, Indien och Thailand. I juli 2013 nådde Toyota 40 miljoner tillverkade bilar i serien Corolla över elva generationer av modellen. Corolla är fortfarande en av Toyotas mest sålda modeller. 2016 kom en helt ny modell . Årsproduktionen ligger över en miljon fordon per år. Det säljs 3 700 exemplar av Corolla varje dag, enligt ett pressmeddelande från Toyota.
2007 ersattes kombicoupé-varianten av Corolla i Europa av Auris. En högbyggd MPV-variant av Corolla hette fram till 2009 Corolla Verso. Under 2018 meddelades modellnamnet Auris läggs ned och ersätts av Corolla, med lansering 2019.

## Första generationen (Corolla E10)

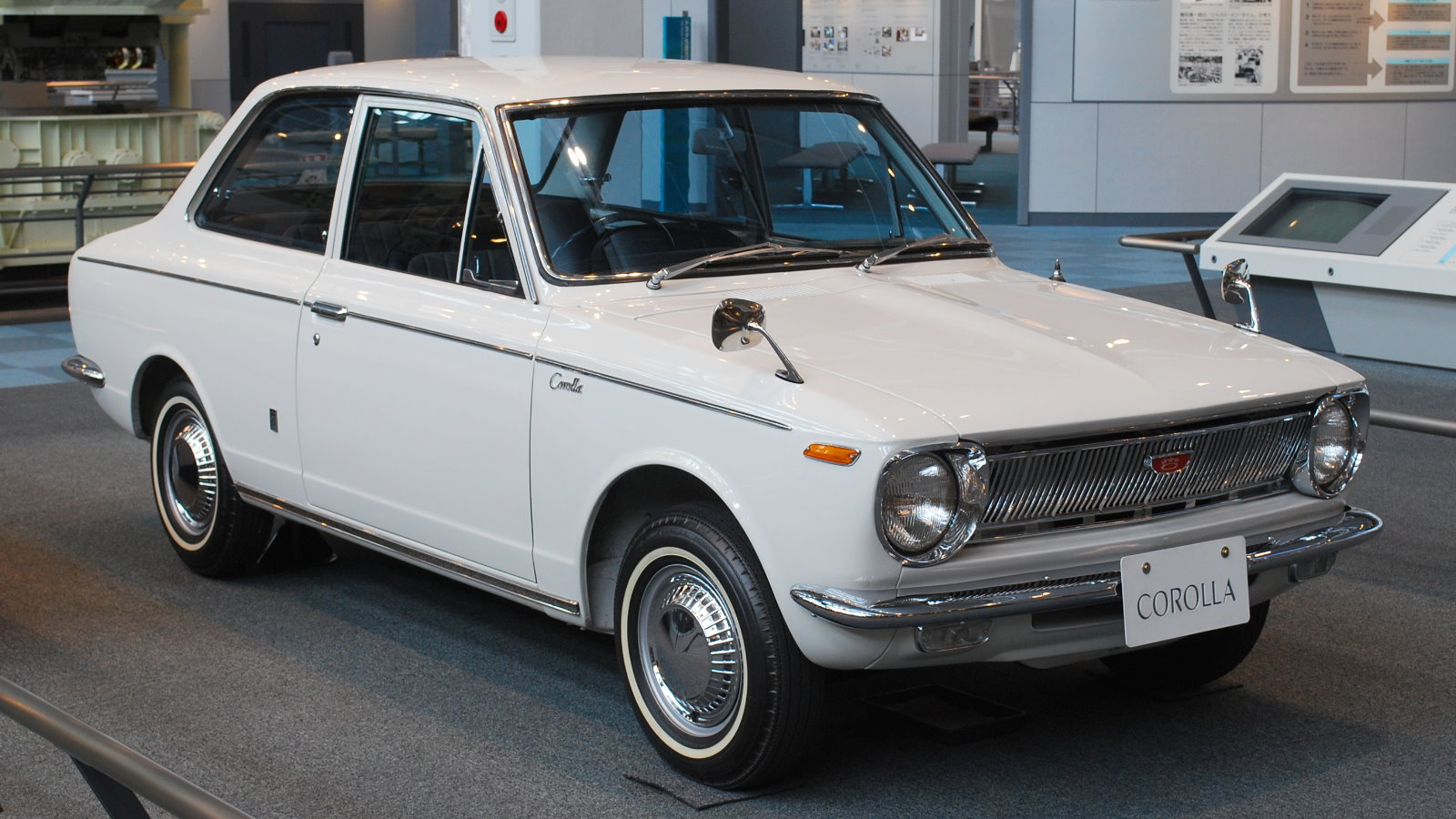
Toyota Corolla E10

Corolla E10 var Toyotas första bil som bar namnet Corolla. Den presenterades i Japan i november 1966 och konkurrerade främst med Datsun 1000, som hade lanserats några månader tidigare. Corolla byggde vidare på den framgång man hade haft med Toyota Publica, som hade en luftkyld 2-cylindrig boxermotor. Corollan hade en mer konventionell uppbyggnad med 4-cylindrig vätskekyld radmotor.
Första modellen var väldigt liten i formatet, med en hjulbas på 2286 mm. En manuell 4-växlad låda med golvmonterad spak eller en 2-stegad automatlåda med spaken på golvet eller vid rattstången fanns som alternativ. 
Hjulupphängningen fram bestod av fjäderben McPherson, som fick stöd av en tvärmonterad bladfjäder. Bak var det längsmonterade bladfjädrar och stel bakaxel.
Motorn skulle från början ha cylindervolym under 1000 cc av skatteskäl, men ändrades till 1077 cc för att möta konkurrensen från Datsun 1000. I augusti 1969 fick motorn 1166 cc volym. 

## Andra generationen (Corolla E20)

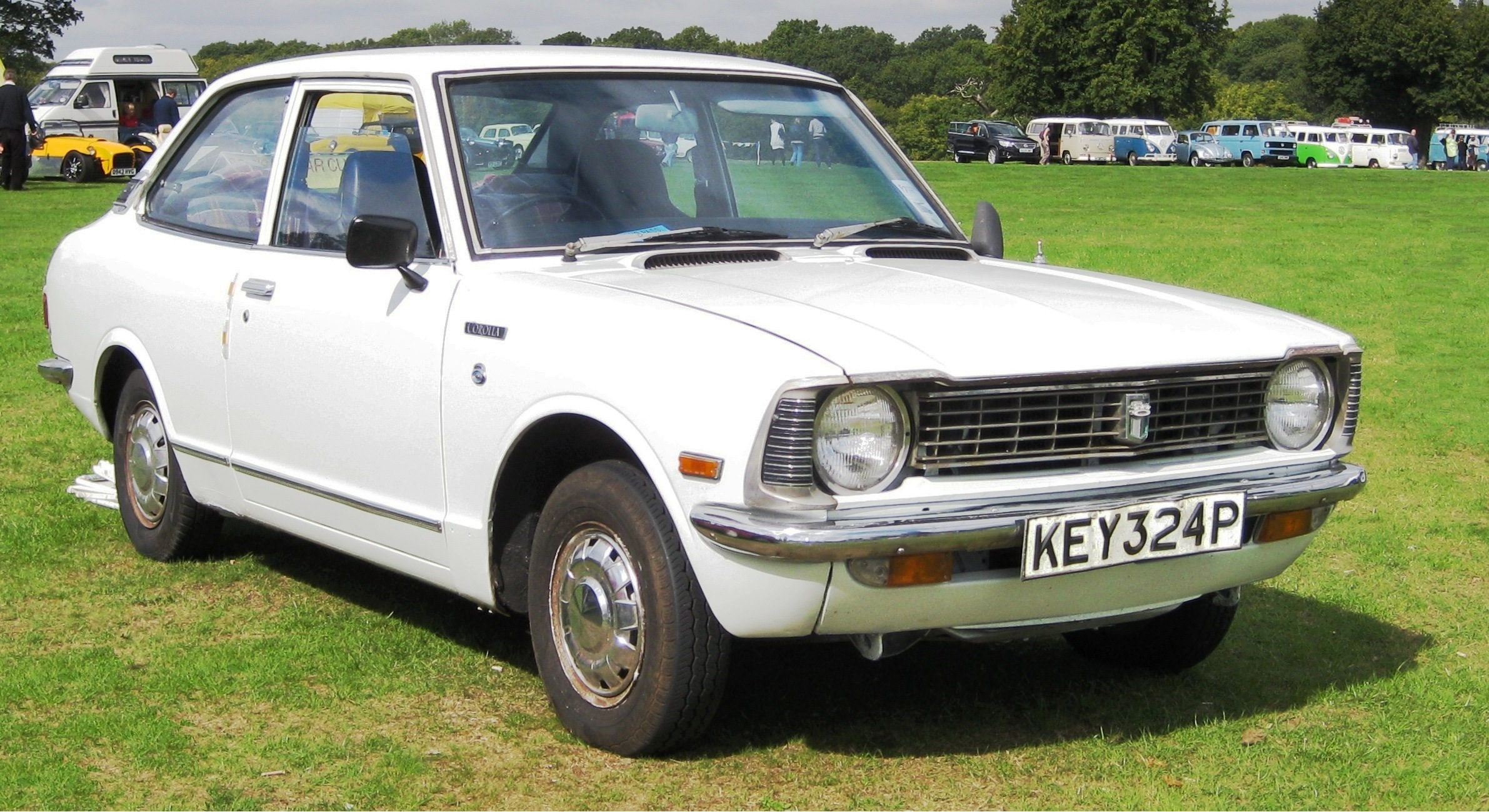
Toyota Corolla E20

Andra generationens Corolla, som kom ut i maj 1970, hade den för tiden typiska "Coca-Cola"-formgivningen, d.v.s. lite kurvigare former. Den hade växt till 2335 mm hjulbas. Hjulupphängningen hade utvecklats genom att den fick en krängningshämmare fram. Corolla blev 1970 den näst bäst säljande bilen i världen.
Den vanligaste motorn i den här generationen var en 1,2-liters motor med 55 hk.

## Tredje generationen (Corolla E30-E60)

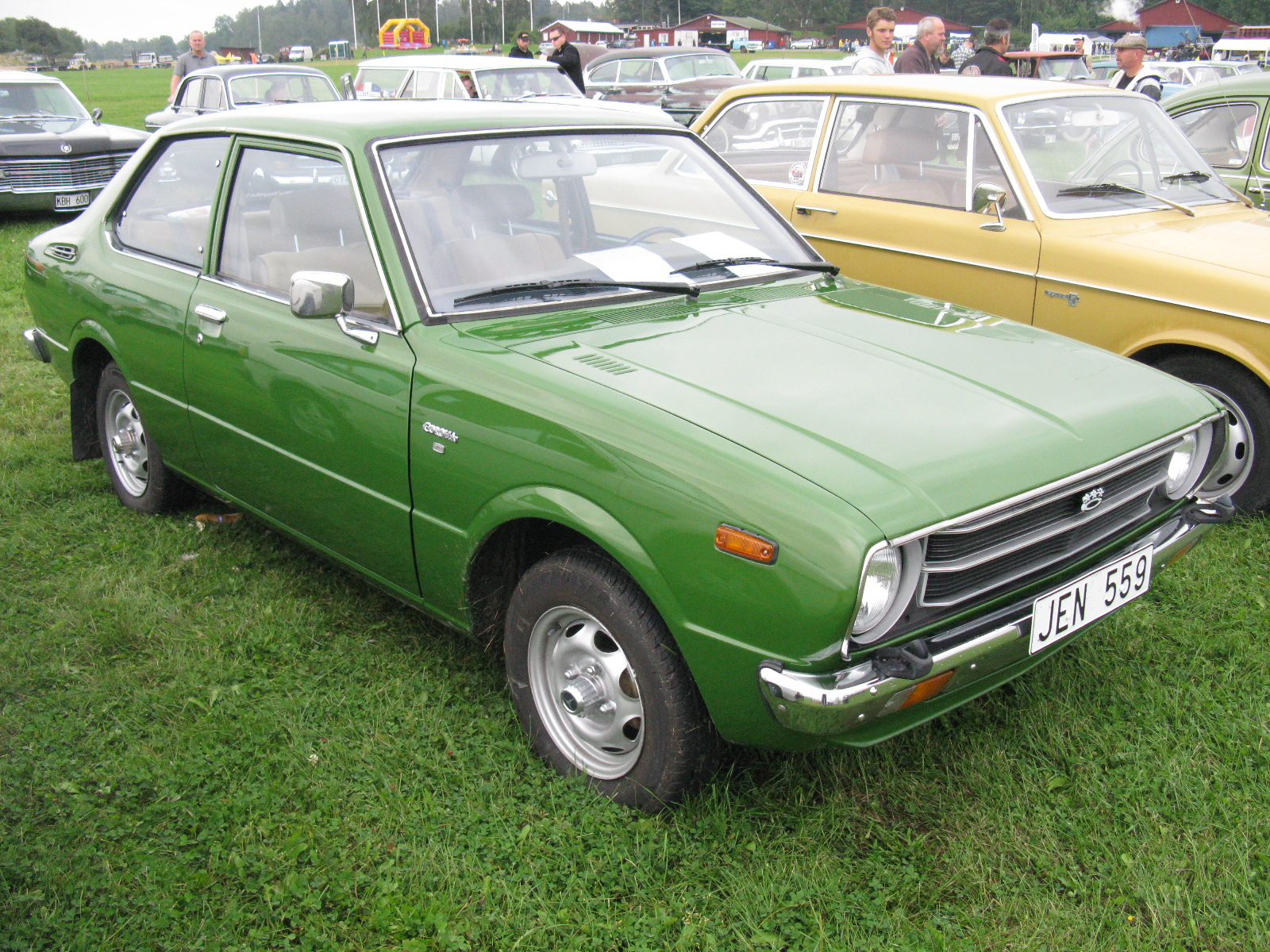
Toyota Corolla E30

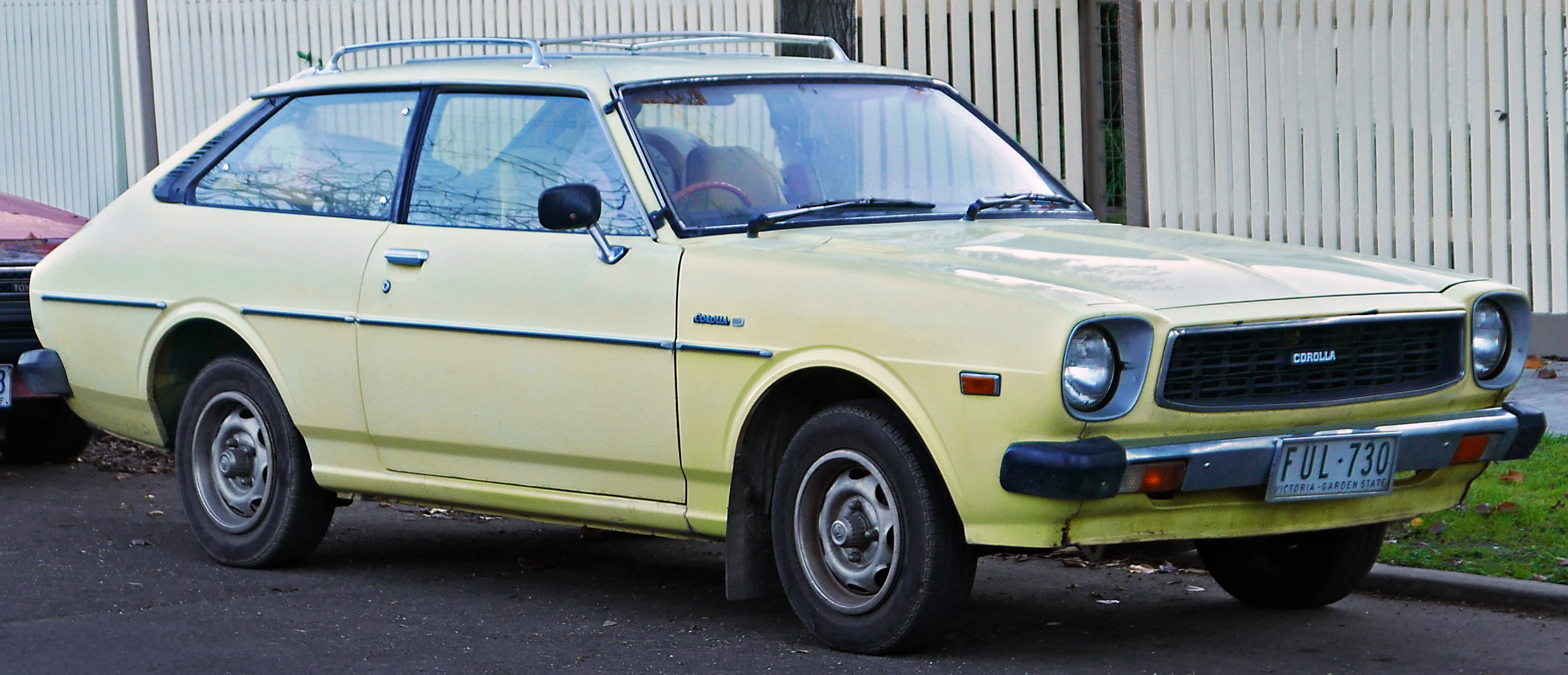
Toyota Corolla E50

Corolla E30 byggdes från augusti till 1974 till juli 1981 och blev en exportsuccé, inte minst i USA, där man efter oljekriserna 1973 och 1979 började efterfråga mindre bilar. Modellen tillverkades också under namnet Sprinter, och dessutom fanns den på marknaden som Daihatsu Charmant. Den här generationen blev den mest långlivade (även om enstaka modeller av E70 tillverkades under längre tid). Flera motorer fanns nu i utbudet, och man kunde förutom 4-växlad manuell låda få en 5-växlad eller en automatlåda. Samtliga versioner var bakhjulsdrivna. 1976 kompletterades modellserien med en liftback, som fick beteckningen E50 och en sportkupé som fick heta E51. Modellkoderna E40 och E60 användes för Sprinter-modellerna (såldes aldrig i Sverige).
I augusti 1979 ersattes modellen av E70, men E30 och E50 series fortsatte tillverkas som ett lågprisalternativ fram till juli 1981.

## Fjärde generationen (Corolla E70)

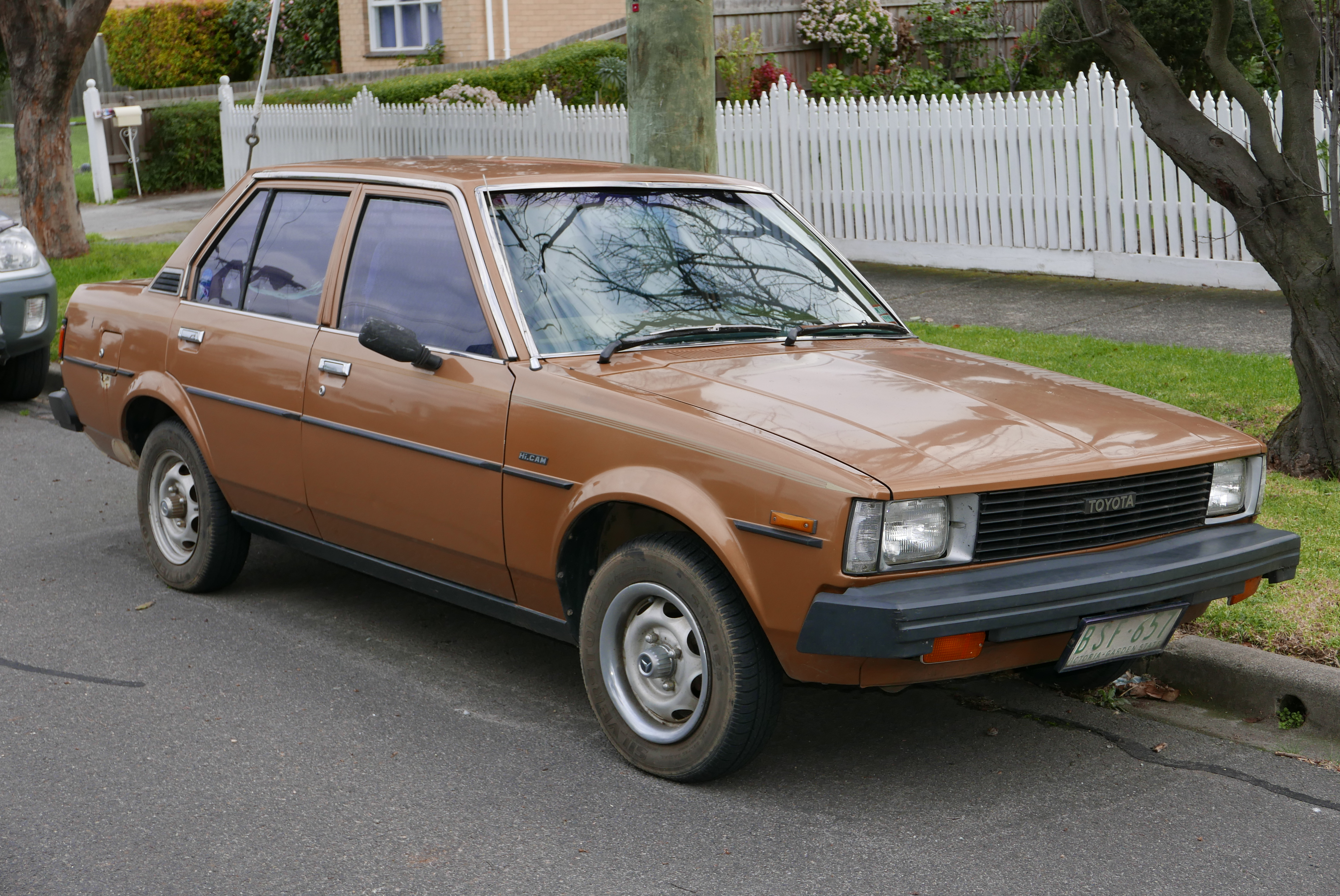
Toyota Corolla E70

Fjärde generationen av Toyota Corolla, och den sista som var bakhjulsdriven. Tillverkades mellan 1979 och 1983, men kombimodellen fanns kvar till 1987.
Corolla E70 hade en 1,3- eller en 1,6-liters motor för standardmodellerna, men fanns även i en sportig Liftback-modell, som hade 1,8-liters motor.

## Femte generationen (Corolla E80)

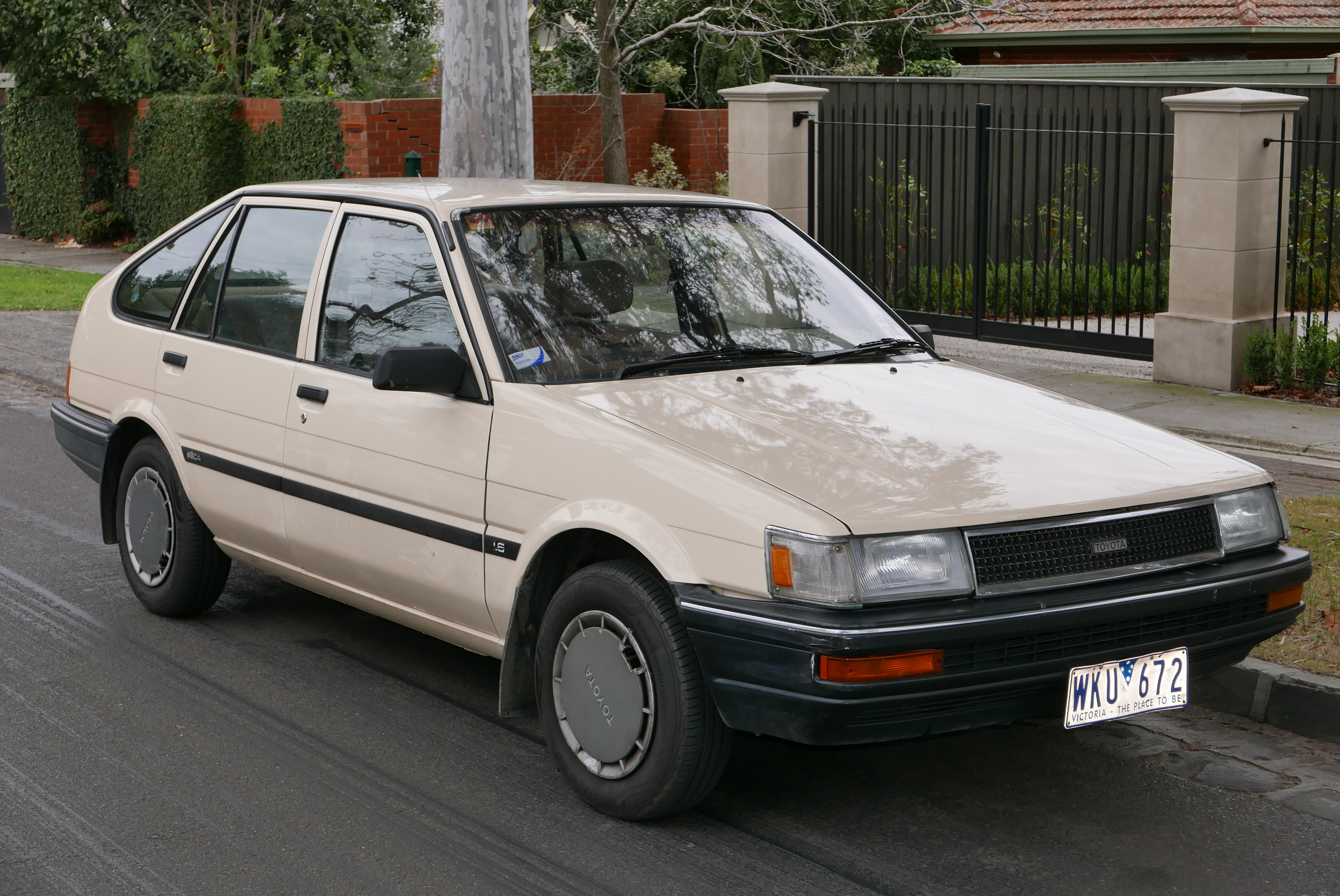
Toyota Corolla E80

Den femte generationen Corolla tillverkades mellan år 1983 och 1987. De flesta modeller hade framhjulsdrift, med undantag för coupé-modellerna AE85 och AE86 som hade bakhjulsdrift. Femte generationen Corolla gick även att få med bränsleinsprutning. Modellen fanns med antingen 5-växlad manuell växellåda eller med 3/4-stegad automatlåda. Flera olika motorer fanns i utbudet. Karossvarianterna som tillverkades var 3- eller 5-dörrars halvkombi och 4-dörrars sedan. Däremot fanns ingen kombiversion, utan den tidigare E70-modellen fanns kvar för den som ville ha en kombi.

## Sjätte generationen (Corolla E90)

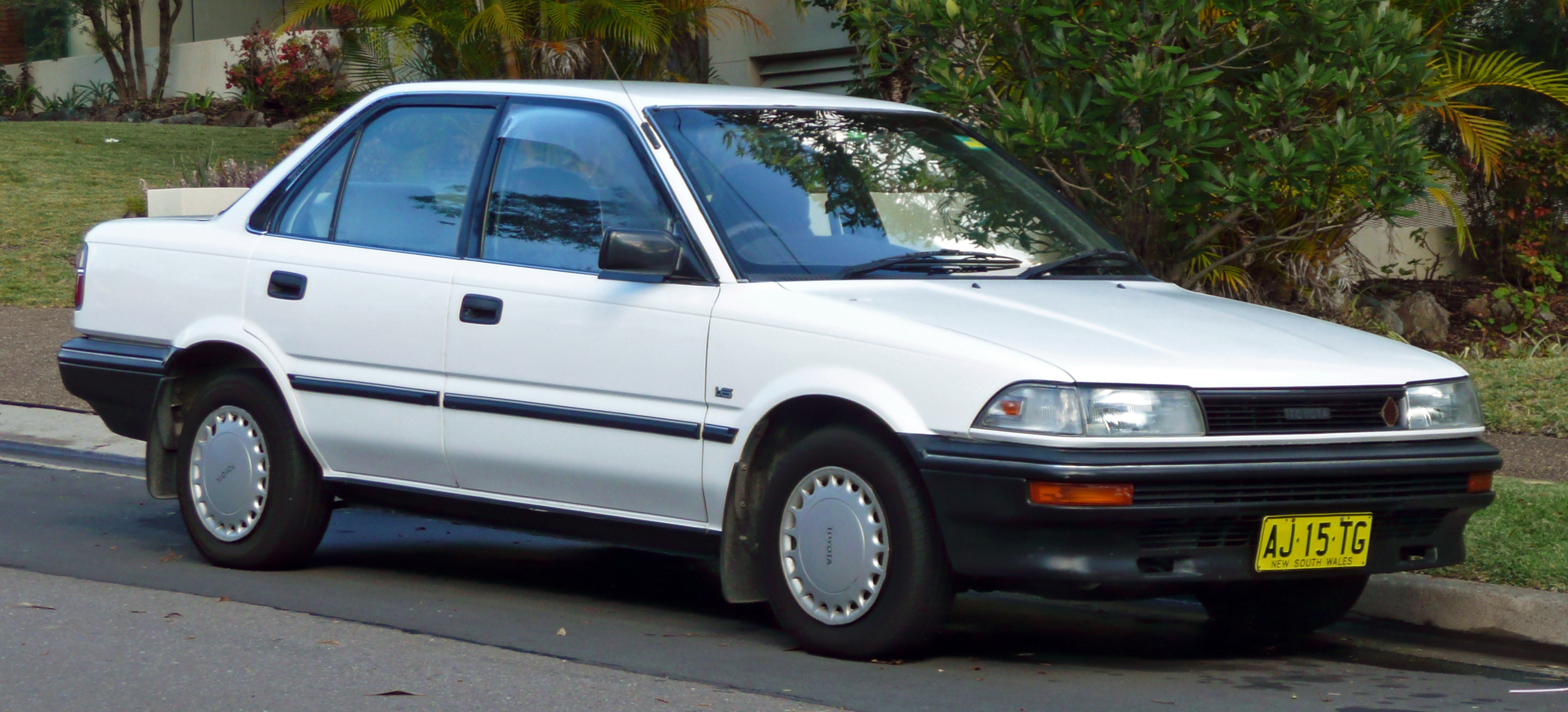
Toyota Corolla E90

I maj 1987 introducerades sjätte generationen av Corolla, som byggdes mellan 1987 och 1991. Modellen blev något mer aerodynamisk och rund i formen. Många motorer fanns i utbudet, från 1,3-liter 2E, till den mer motorstarka 4A-GZE på 165 hästkrafter (123 kW). Generellt är Corolla i sjätte generationen mer förfinad och något större än tidigare generationer.

## Sjunde generationen (Corolla E100)

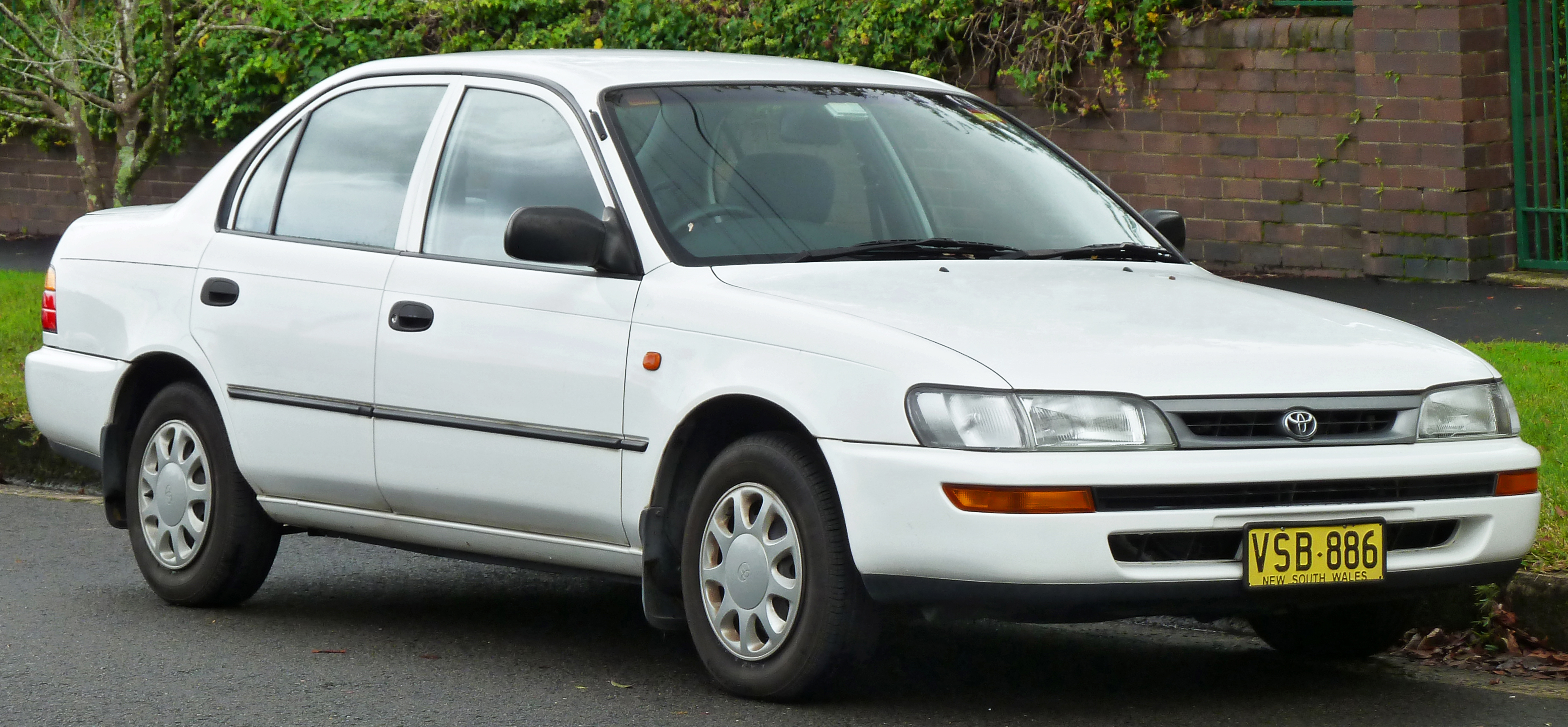
Toyota Corolla E100

Corolla i sjunde generationen, byggd mellan 1991 och 1995 blev större och tyngre än tidigare generationer och har ett runt utseende typiskt för 90-talet. Bränsleinsprutning var numera också generellt standard och förgasare började försvinna från utbudet. 

## Åttonde generationen (Corolla E110)

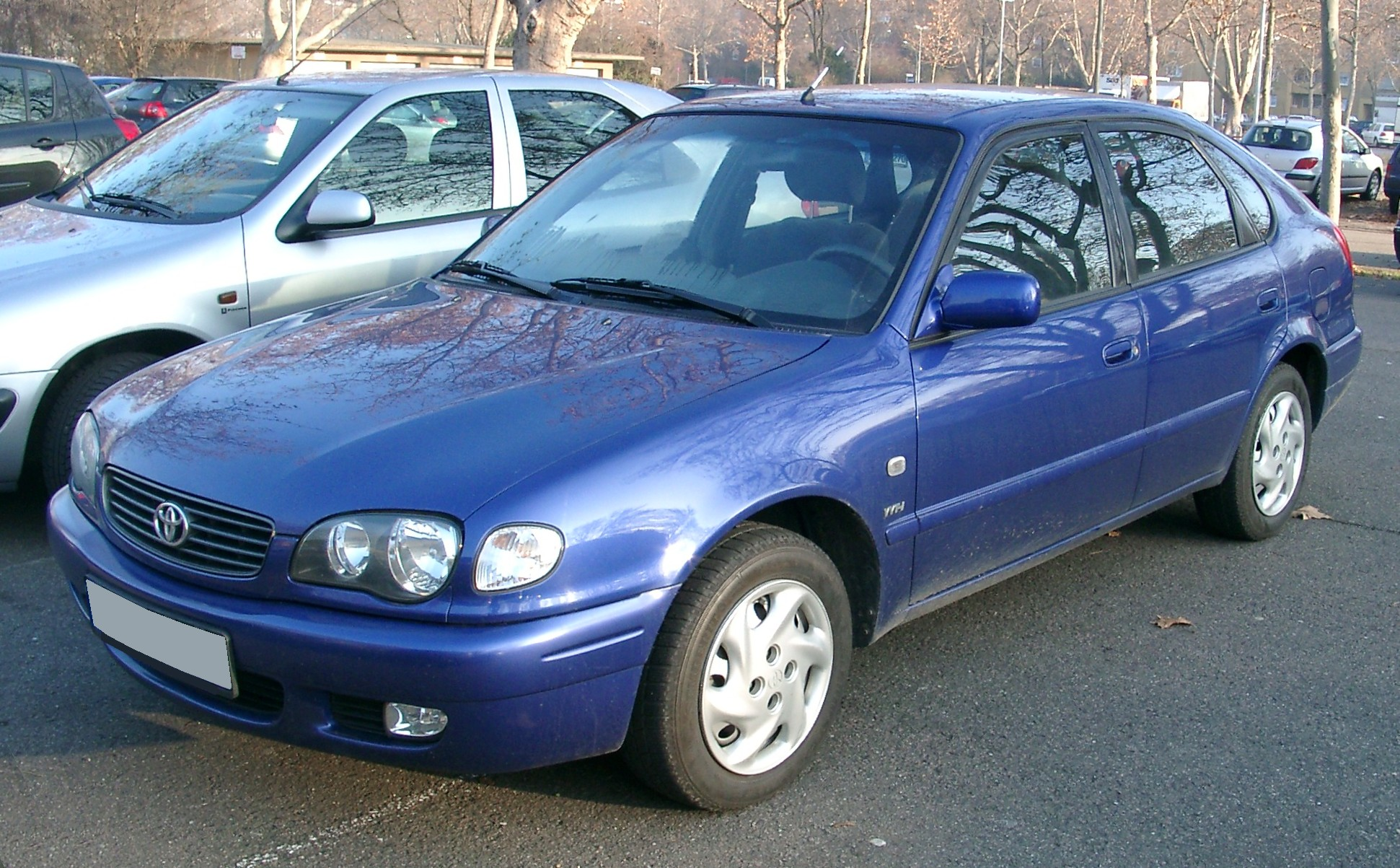
Toyota Corolla E110

Tillverkningen av åttonde generationen Corolla startade 1995 och tillverkades fram till 2000. Designen känns igen från förra generationen, och har nu något mer runda strålkastare och kaross. 1998 kunde Corolla utrustas med Toyotas då nya motor 1ZZ-FE som var helt i aluminium, vilket gav en mindre viktminskning av bilen. Denna generation fick kritik på vissa marknader för sin design, främst strålkastare och blinkersglas var anledningen. En facelift var senare introducerad med något ändrad karaktär och utseende i fronten.

## Nionde generationen (Corolla E120, E130)

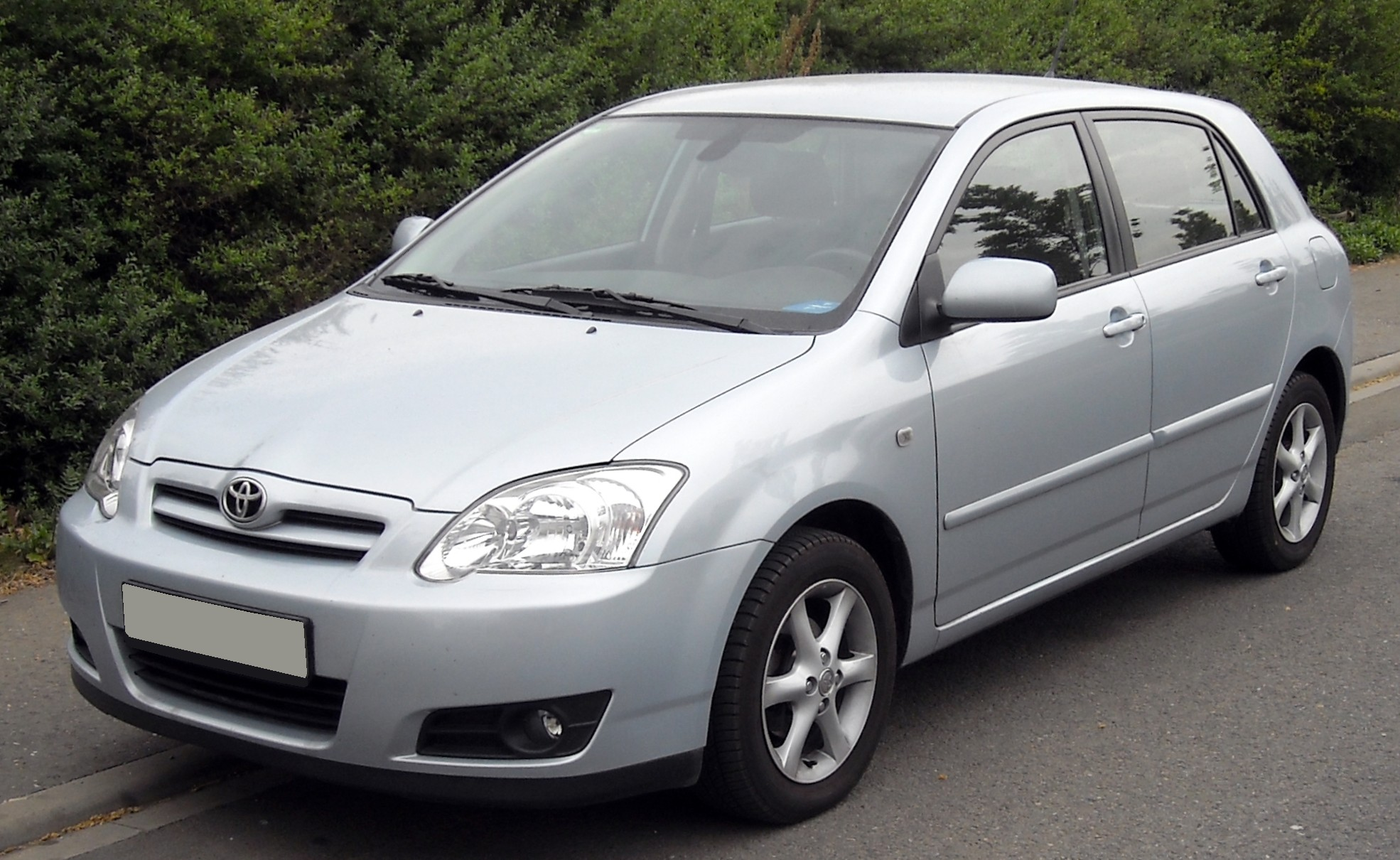
Toyota Corolla E120

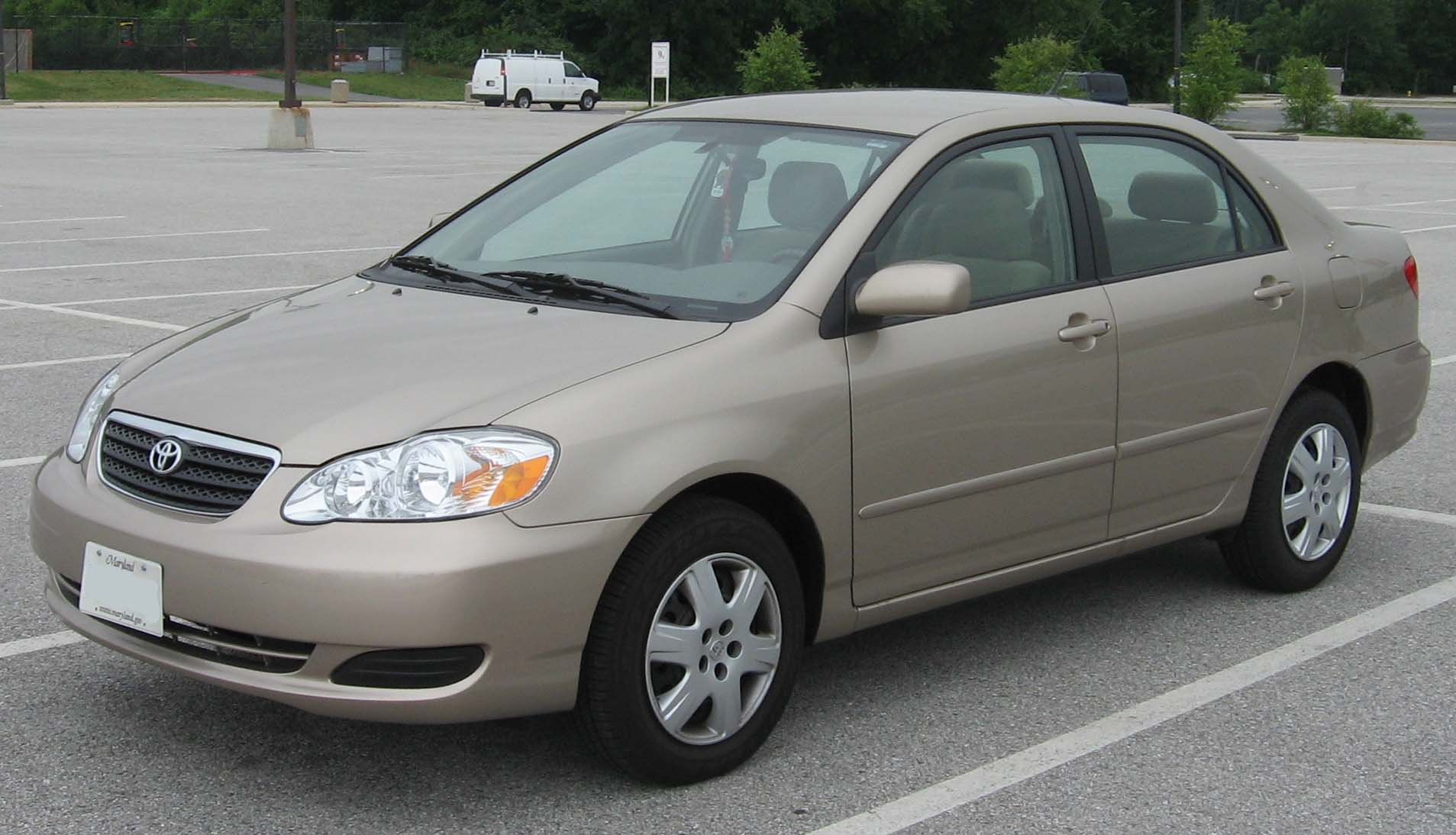
Toyota Corolla E130 (Nordamerika)

Den nionde generationen tillverkades mellan 2000 och 2007. Denna generation har fått högt resultat vad gäller byggkvalitet.

## Tionde generationen (Corolla E140, E150)

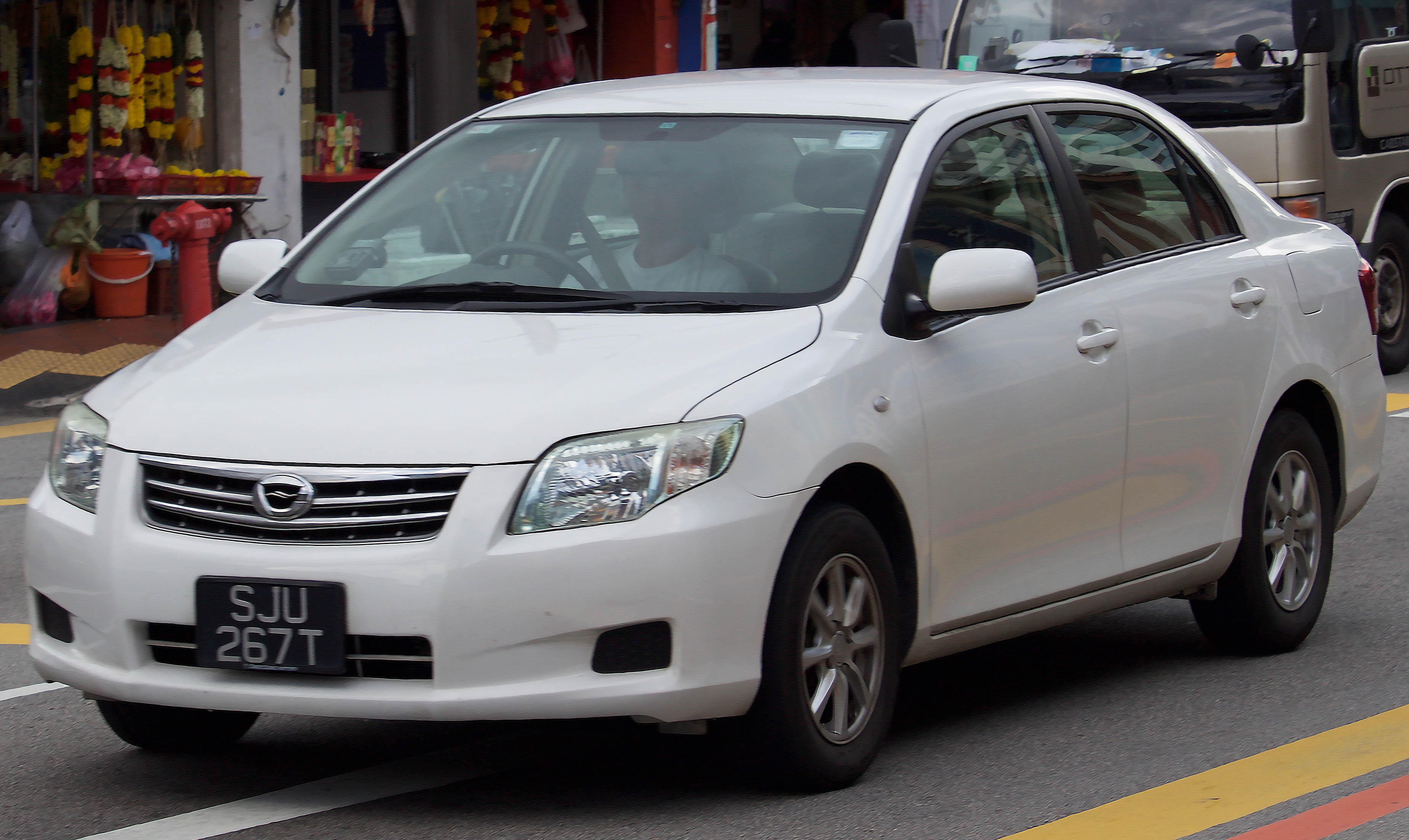
Toyota Corolla E140

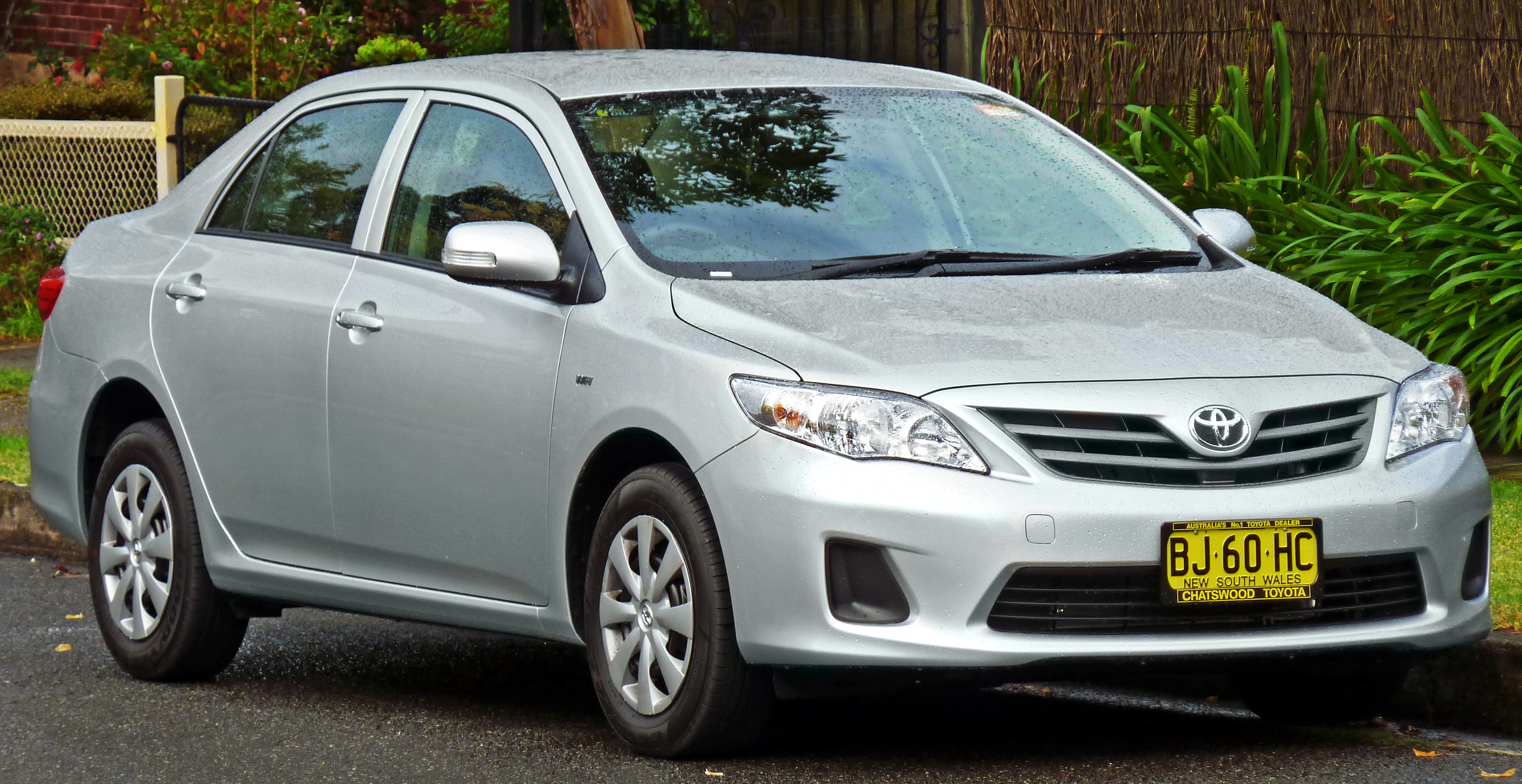
Toyota Corolla E150

Den tionde generationen tillverkades mellan 2006 och 2013. nyheten presenterades med två typer av karosser (Corolla sedan och Corolla kombi), Denna modell såldes bara i enstaka länder på den europeiska marknaden. Halvkombi-versionen av Corolla ersattes av Auris som var byggd på samma plattform. 

## Elfte generationen (Corolla E160, E170, E180)

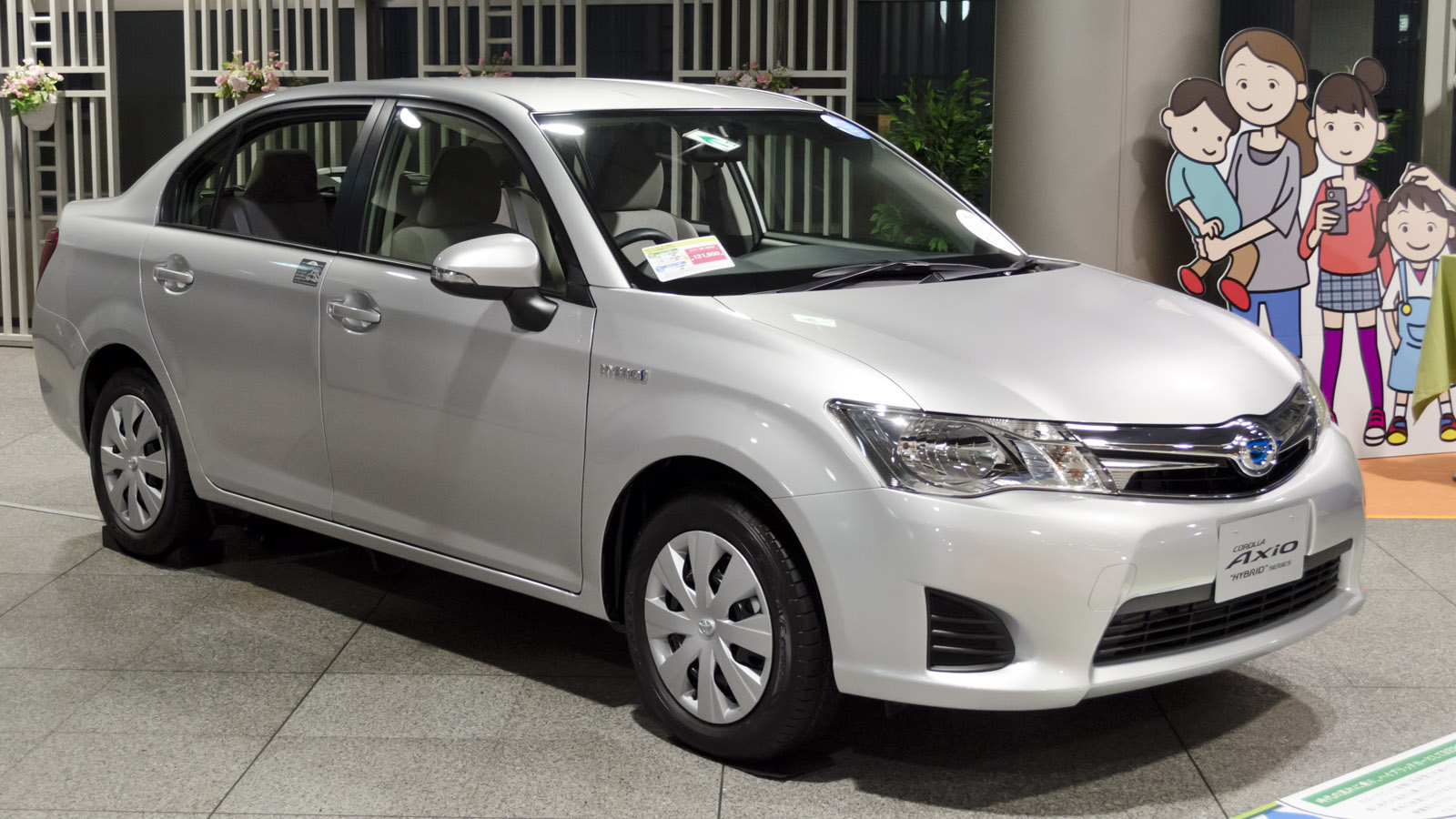
Toyota Corolla E160

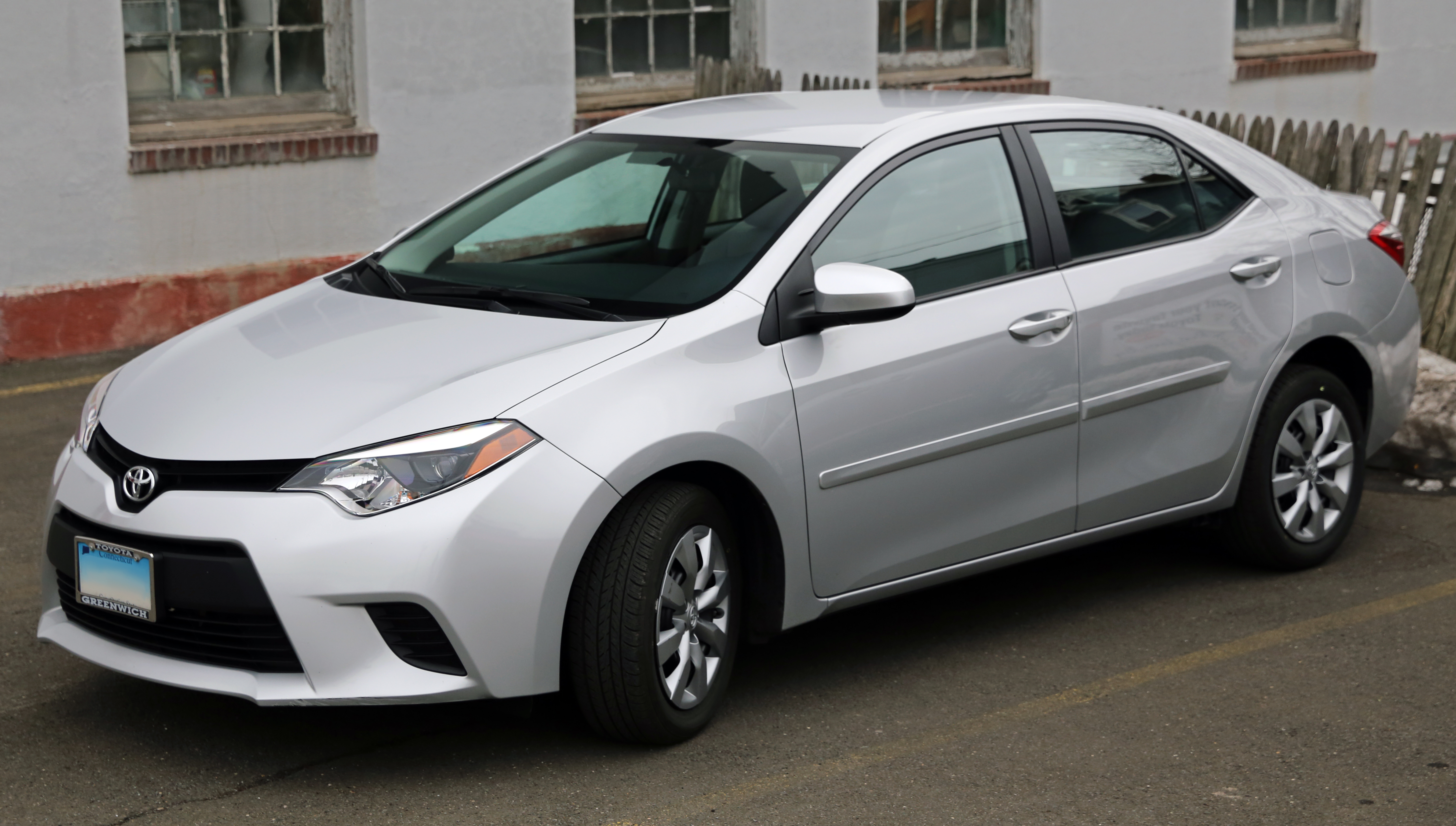
Toyota Corolla E170

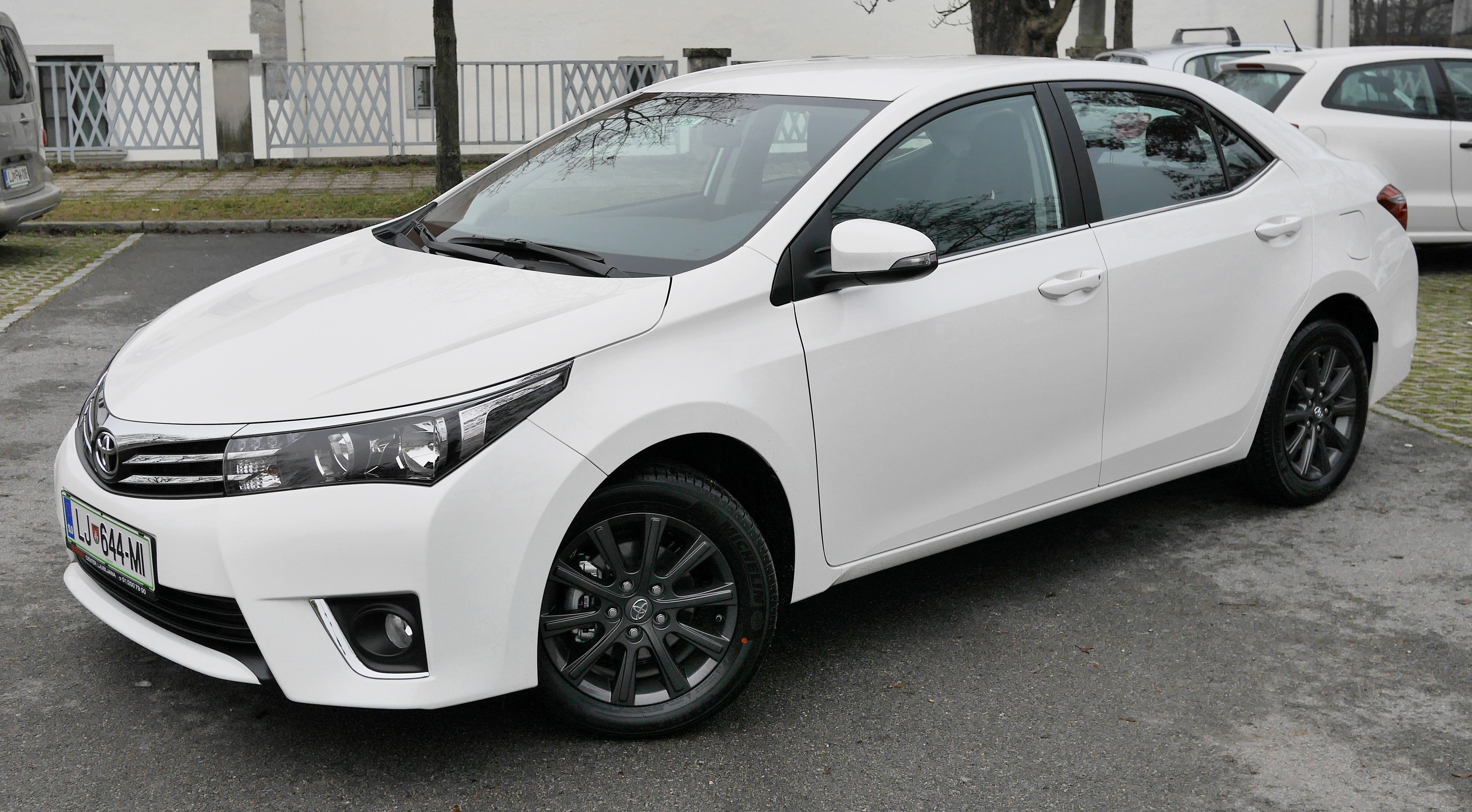
Toyota Corolla E180

Den elfte generationen E160 började tillverkas 2012 och såldes enbart i Japan. En sedan-modell med modellnumren E170 och E180 presenterades 2013 för den internationella marknaden. Liksom företrädaren såldes den bara i enstaka länder i Europa, i stället såldes där främst Auris som fanns i halvkombi- och kombi-version.

## Tolfte generationen (Corolla E210)

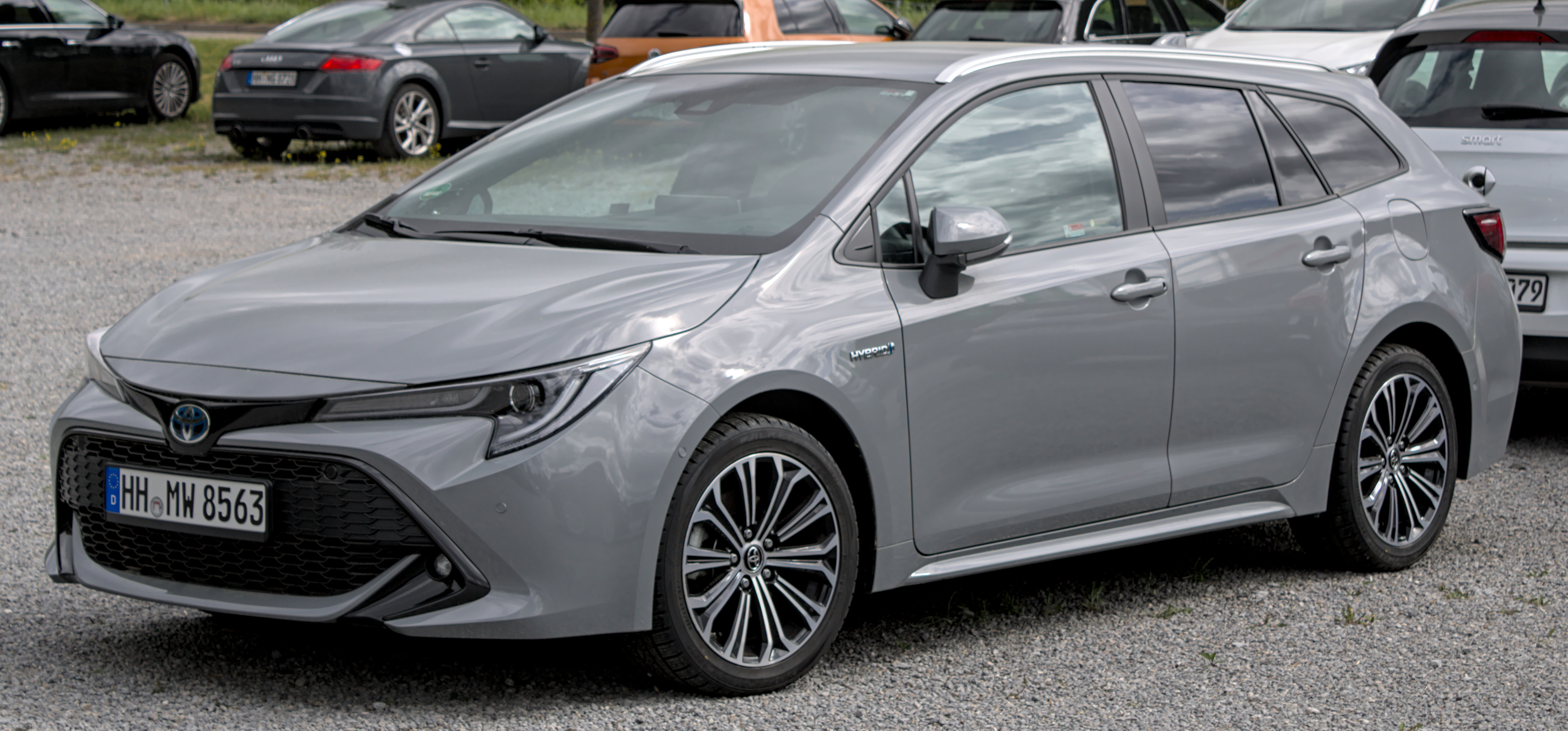
Toyota Corolla E210

Modellen visades upp vid motorshowen i Genève i mars 2018, som även ersätter modellnamnet Auris. Denna modell innebar att modellnamnet Corolla kom tillbaka till hela Europa. Bilen finns som halvkombi, kombi (Touring Sports) eller sedan och antingen med 1,2-litersmotor eller som hybrid med 1,8- eller 2-litersmotor. I modellprogrammet placerar den sig mellan den mindre Yaris och de större modellerna Avensis och Camry. 